# Hoski-o-Shayoz-Gletscher
Der Hoski-o-Shayoz-Gletscher befindet sich im nördlichen Hindukusch in der pakistanischen Provinz Khyber Pakhtunkhwa.
Der Hoski-o-Shayoz-Gletscher hat eine Länge von 15 km.
Er strömt entlang der Südflanke des Hindukusch-Hauptkamms in östlicher Richtung. Dabei wird er von Kohe Langar und Kohe Urgunt flankiert.
Der Shogordok-Gletscher ist ein linker Tributärgletscher, der sein Nährgebiet an der Nordflanke von Kohe Tez und Akher Tsagh hat. Der Hoski-o-Shayoz-Gletscher speist den Fluss Zindargol, dessen Wasser über den Turikho dem Mastuj zufließt.